# Lobachevskiy (månkrater)
Lobachevskiy är en nedslagskrater på månens baksida. Lobachevskiy har fått sitt namn efter den ryske matematikern Nikolaj Lobatjevskij.
Kratern har en diameter på ungefär 87 km.

## Satellitkratrar
| Lobachevskiy | Latitud | Longitud | Diameter |
| ------------ | ------- | -------- | -------- |
| M            | 8.0° N  | 112.8° Ö | 41 km    |
| P            | 7.7° N  | 111.3° Ö | 26 km    |